# Comostola meritaria
Comostola meritaria là một loài bướm đêm trong họ Geometridae.